# Anton Schlager
Anton Schlager (* 16. Juni 1921 in Sooß; † 10. Oktober 1997 in Wallern an der Trattnach) war ein österreichischer Politiker (ÖVP) und Landwirt. Schlager war von 1962 bis 1983 Abgeordneter zum österreichischen Nationalrat.

## Leben
Schlager absolvierte nach der Pflichtschule die Berufsschule und war danach beruflich als Landwirt tätig.

## Politik
Schlager war er als Bauernbundobmann der Gemeinde Wallern aktiv, wirkte als Kammerrat der Landwirtschaftskammer für Oberösterreich und war ab 1974 Vorsitzender der Sozialversicherungsanstalt der Bauern der Landesstelle Oberösterreich. Er vertrat die ÖVP zwischen dem 14. Dezember 1962 und dem 18. Mai 1983 im Nationalrat. 